# Alper Gezeravcı
Alper Gezeravcı (Mersin, 2 december 1979) is een militair piloot en de eerste Turkse astronaut. 
Gezeravcı studeerde elektronica aan de Turkse Luchtmachtacademie en aan het Air Force Institute of Technology in Dayton, Verenigde Staten. Hij heeft eenentwintig jaar ervaring als gevechtspiloot op de F-16.  
In april 2023 kondigde president Erdoğan aan dat Gezeravcı als eerste Turkse astronaut naar de ruimte zou gaan. Hij neemt als missiespecialist deel aan de Axiom Mission 3 van Axiom Space. Dit is een commerciële bemande ruimtevlucht uitgevoerd door SpaceX met een Crew Dragon ruimtecapsule. De vlucht vertrok op 18 januari 2024 van Kennedy Space Center naar het ISS en duurde 21 dagen. Op 9 februari landde de capsule weer op aarde.